# Тананыкин, Степан Александрович
Степа́н Алекса́ндрович Тананы́кин (род. 12 ноября 1963) — глава муниципального образования город Мурманск и председатель мурманского Горсовета (с 6 августа по 30 ноября 2010), депутат мурманского городского Совета (с марта 2009 года). Был избран главой города Мурманск из состава депутатов Горсовета Мурманска после удаления Горсоветом в отставку в июне 2010 года Сергея Субботина.

## Биография
Родился 12 ноября 1963 года в Мурманске.
Военную службу проходил Афганистане.
Трудовая деятельность началась в 1986 году, с 1988 года работал на острове Колгуев вышкомонтажником.
С 1995 по 2007 годы работал на различных должностях в ЗАО «Бизнес-сервис», в том числе 10 лет в должности заместителя генерального директора.
С 2007 года по настоящее время работает в ООО «ОРКО-инвест» в должности директора.
В 2008 году окончил Мурманскую академию экономики и управления по специальности «Экономика и управление на предприятии общей коммерческой деятельности», присвоена квалификация «Экономист-менеджер».
6 августа 2010 стал главой Мурманска, но уже менее чем через 4 месяца, 30 ноября 2010, подписав контракт с сити-менеджером Сысоевым, объявил о своей отставке.
Награждён медалями: «За отвагу», «За заслуги», «Участнику войны в Афганистане», «Воину-интернационалисту от благодарного Афганского народа», «70 лет Вооруженных сил СССР», знаком ордена чести III степени, нагрудным знаком «За разминирование», почетной грамотой Президиума Верховного Совета СССР «За мужество и воинскую доблесть, проявленные при выполнении интернационального долга в Республике Афганистан».
Являлся депутатом Совета депутатов города Мурманска третьего, четвёртого созывов.